# 14812 Rosario
14812 Rosario è un asteroide della fascia principale. Scoperto nel 1981, presenta un'orbita caratterizzata da un semiasse maggiore pari a 2,4456650 UA e da un'eccentricità di 0,2090834, inclinata di 13,97131° rispetto all'eclittica.